# Гастингс-Басс, Уильям, 17-й граф Хантингдон
Уильям Эдвард Робин Гуд Гастингс-Басс (англ. William Edward Robin Hood Hastings-Bass; род. 30 января 1948) — английский аристократ, 17-й граф Хантингдон с 1990 года, тренер скаковых лошадей королевы Елизаветы II.

## Биография
Уильям Гастингс-Басс родился 30 января 1948 года в семье Питера Робина Гуда Гастингса-Басса (правнука Фрэнсиса Пауэра Плантагенета Гастингса, 14-го графа Хантингдона) и Присциллы Виктории Буллок. Его семья связана с конным спортом: отец и дед владели скаковыми лошадьми, а мать стала одной из первых женщин, принятых в Жокейский клуб. Уильям получил образование в Уинчестерском колледже и в Тринити-колледже в Кембридже. Он начал заниматься конным спортом в качестве помощника Ноэля Мурлесса, в 1976 году получил лицензию тренера. С 1988 по 1998 год Гастингс-Басс управлял своим двором в Уэст-Илсли (Беркшир). Он ушёл из конного спорта в 1998 году, сославшись на финансовые проблемы.
После смерти Фрэнсиса Гастингса, 16-го графа Хантингдона, не оставившего сыновей, Уильям унаследовал графский титул и занял место в Палате лордов (1990). Он стал лейтенантом Королевского Викторианского ордена. Граф активно занимается благотворительностью.
В 1989 году Уильям Гастингс-Басс женился на Сьюзен Мэри Гэвин Уорнер, дочери Джона Джеллико Фрэнсиса Пелэма Уорнера. Супруги не имели детей и развелись в 2001 году. Граф Хантингдон приходится дядей по материнской линии английской телеведущей Клэр Виктории Болдинг.